# Bernabò Malaspina (militare)

Arme antico dei Malaspina dello Spino Fiorito

Bernabò Malaspina (... – 1265) è stato un nobile italiano.

## Biografia
Figlio di Obizzino Malaspina, nel 1249 organizzò una grossa insurrezione guelfa in Garfagnana, ma fallì. Dopo aver sposato Maria, figlia naturale di Federico di Antiochia, a sua volta figlio naturale dell'imperatore Federico II, divenne ghibellino.
Morì nel 1265.

## Discendenza
Bernabò e Maria ebbero tre figli:
- Obizzone detto "il Bastardo" (?-dopo 1272).[1]
- Fosdinovo (?-dopo 1344)[1]
- Francesco (?-dop 1339)[1]